# Pjotr Kirillowitsch Koschewoi

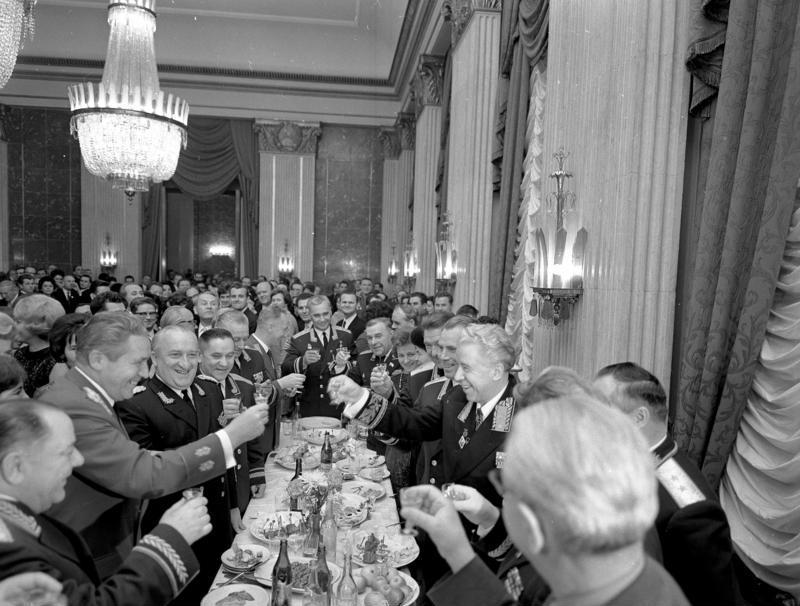
Empfang in der sowjetischen Botschaft in Berlin – Koschewoi (vorn links)

Grab von Pjotr Koschewoi in Moskau

Pjotr Kirillowitsch Koschewoi (russisch Пётр Кириллович Кошевой; * 8. Dezemberjul. / 21. Dezember 1904greg. in Alexandrija, Gouvernement Cherson, Russisches Kaiserreich, heute Oleksandrija, Oblast Kirowohrad, Ukraine; † 30. August 1976 in Moskau) war ein Marschall der Sowjetunion.

## Leben

### Frühe Karriere
Im Februar 1920 trat er der Roten Armee bei und nahm am Russischen Bürgerkrieg teil. Bis zum August 1922 diente er als Soldat im 2. Kavallerie-Regiment der 8. Kosaken Kavallerie-Division. Er nahm bei der Südwestfront an den Kämpfen gegen die Weißgardisten, gegen ukrainische Nationalisten des Petlura-Regime und gegen die Polen teil. 1927 absolvierte er die Kavallerie-Truppenschule in Kiew. Danach diente er als Zugsführer bei der Kavallerie des Moskauer Militärbezirk. 1931 besuchte er die Militärschule des Zentralen Exekutivkomitees in Moskau. Von 1932 bis 1936 besetzte er verschiedene weitere Personalstellen bei der Kavallerie des Moskauer Militärbezirks. 1939 absolvierte er die Frunse-Militärakademie.

### Im Deutsch-Sowjetischen Krieg
Zu Beginn des Zweiten Weltkrieges war er Chef des Stabes der 15. Kavallerie-Division im Militärbezirk Transbaikalien. Am 29. Februar 1940 wurde er zum Oberst befördert und übernahm die in Transbaikal stehende 65. Schützen-Division. Im  November 1941 wurde die 65. Schützen-Division zur Wolchow-Front verlegt und nahm an der Abwehr der deutschen Offensive auf Tichwin teil. Am 10. Januar 1942 wurde er zum Generalmajor befördert. Seit Juli 1942 war er Kommandeur der 24. Garde-Schützendivision bei der Wolchow- und später bei der neu errichteten Stalingrad-Front. Seit August 1943 befahl Koschewoi das 63. Schützenkorps im Rahmen der Südfront bei der Befreiung des Donbass. Seine Truppen nahmen 1944 bei der 4. Ukrainischen Front an der Rückeroberung der Krim teil. Im April–Mai 1944 zeichneten sich sein Korps im Verband der 51. Armee (General Jakow Kreiser) bei der Befreiung der Städte Dshankoi, Simferopol und beim Angriff auf die Sapun-Höhen von Sewastopol aus. Für die Führung seiner Einheiten bei der Befreiung der Krim wurde er per Dekret des Obersten Sowjets der UdSSR vom 16. April 1944  mit dem Titel Held der Sowjetunion, der Medaille „Goldener Stern“ sowie dem Lenin-Orden ausgezeichnet.
Am 17. Mai 1944 wurde er zum Generalleutnant befördert und übernahm das Kommando über das 71. Schützenkorps der 31. Armee, welche Ende Juni 1944 an der Operation Bagration teilnahm. Im Rahmen der 3. Weißrussischen Front erkämpften seine Truppen den Durchbruch nordwestlich von Orscha und nahmen an der Befreiung von Weißrusslands und des Baltikums teil. Im Januar 1945 übernahm er das Kommando über das 36. Gardeschützenkorps der 11. Gardearmee und zeichnete sich in der Schlacht um Ostpreußen aus. Seine Truppen waren an der Erstürmung der Städte Insterburg, Königsberg und des Hafen Pillau (25. April 1945) beteiligt. Für seine Führung bei der Erstürmung von Königsberg (9. April 1945) wurde ihm vom  Obersten Sowjet am 19. April ein zweiter Heldentitel samt zweitem „Goldenen Stern“ zuerkannt.

### Nachkriegszeit
An der Moskauer Siegesparade von 1945 nahm er im Range eines Generalleutnants mit Garde-Status als Kommandeur des kombinierten Regiments der 3. Weißrussischen Front teil. 1946 übernahm er das Kommando über die 6. Gardearmee im Militärbezirk Ostsee. Im Jahr 1948 absolvierte er einen höheren Führerkurs an der Militärakademie des Generalstabes. Er befehligte danach eine Armee in Fernost, eine weitere in den baltischen Staaten und am 31. Mai 1954 wurde er zum Generaloberst befördert. Ab Juli 1955 war er Erster stellvertretender Befehlshaber der sowjetischen Streitkräfte in der DDR. Von 1957 bis 1960 war er Befehlshaber des Militärbezirks Sibirien, danach von 1960 bis 1965 Kommandant des Militärbezirks Kiew. Am 13. April 1964 wurde er zum Armeegeneral befördert und wurde dann Befehlshaber der Gruppe der Sowjetischen Streitkräfte in Deutschland, in dieser  Position wurde er im Oktober 1969 durch Armeegeneral Kulikow ersetzt. Am 15. April 1968  war er zum Marschall der Sowjetunion ernannt worden. Von dieser Zeit bis zu seinem Tod wurde ihm das Ehrenamt eines „Generalinspekteurs des Ministeriums für Verteidigung der UdSSR“ übertragen. Er starb 1976 in Moskau und wurde als erster Marschall nicht in der Nekropole an der Kremlmauer, sondern auf dem Nowodewitschi-Friedhof beigesetzt.